# Конарські
Конарські (пол. Konarscy) — шляхетські роди.

## гербу Абданк

### Представники

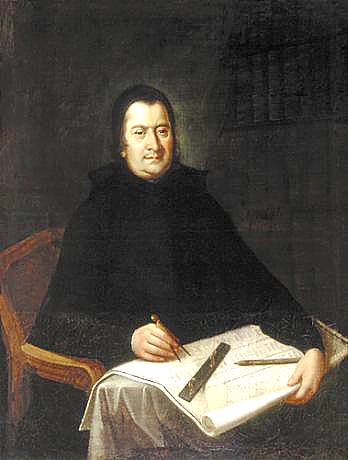
Станіслав Конарський

- Анджей — конінський староста, дружина — Стшелецька
  - Ян — краківський архидиякон, королівський секретар

- Пшибислав, дружина — Малґожата з Бжостова
  - Ян (1447—1525) — краківський єпископ

- Анджей — каліський каштелян
  - Єжи — каліський воєвода, братанок краківського єпископа Яна; дружина — Аґнешка Кобилінська
    - Адам — познанський єпископ РКЦ
    - Ян — каліський каштелян

- Станіслав, дружина Зофія з Лянцкоронських (1499—1575, рідна молодша сестра Предслава Лянцкоронського[1]

## гербу Гриф

### Представники
- Єжи — завихостський каштелян, дружина — Гелена з Чермінських
  - Антоній Францішек (у світі Станіслав Кароль) — педагог, провінція ордену піярів
  - Станіслав (у світі Геронім Францішек)

## гербу Оссорія, або Кольчик

### Представники
- Адам Зиґмунт — вармійський пралат, королівський секретар
- Александер — барський конфедерат
- Самуель — мальборкський воєвода
- Фелікс — гамерштинський староста, дружина — Барбара Желіславська, мали 4 сини
  - Давид — абат-цистерціанець
  - Міхал — поморський воєвода
  - Станіслав — мальборкський воєвода

## невідомий герб
- Миколай — зять Рафаїла з Сеняви[2]